# 怒江蜡瓣花
怒江蜡瓣花（学名：Corylopsis glaucescens）为金缕梅科蜡瓣花属下的一个种。